# EVDO
Evolution-Data Optimized (EV-DO, EVDO) er en telekommunikationstandard for trådløs overførsel af data gennem radiosignaler, typisk til bredbånd. EV-DO er en videreudvikling af CDMA2000 (IS-2000)-standarden, der understøtter høje datarater og kan anvendes sideløbende med en udbyders taletjenester. Den bruger avancerede multiplexing-teknikker såsom code division multiple access (CDMA) såvel som  time division multiplexing (TDM) for at maksimere gennemstrømningen. Som en del af CDMA2000-familien af standarder er EVDO blevet taget i brug af mange mobiltelefoniudbydere verden over - særligt hos de, der tidligere anvendte CDMA-netværk. Det bruges også på Globalstar satellittelefoninetværket.
En EV-DO-kanal har en båndbredde på 1,25 MHz, samme størrelse båndbredde som anvendes af IS-95A (IS-95) og IS-2000 (1xRTT). Kanalstrukturen er derimod meget anderledes. Herudover er backend-netværket udelukkende pakkebaseret, og lider dermed ikke under de begrænsninger der typisk ses på et kredskoblet netværk.

## Notes and references
1. ↑  Cyrus Farivar. "Globalstar GSP-1700 satphone also loaded with EV-DO". Engadget. Arkiveret fra originalen 12. september 2018. Hentet 14. august 2015.
2. ↑  "3G - CDMA2000 1xEV-DO Technologies". CDMA development Group. Arkiveret fra originalen 20. december 2007. Hentet 2008-01-18.